# Bosentino
Bosentino ist eine Fraktion der italienischen Gemeinde (comune) Altopiano della Vigolana in der Provinz Trient, Region Trentino-Südtirol.

## Geographie

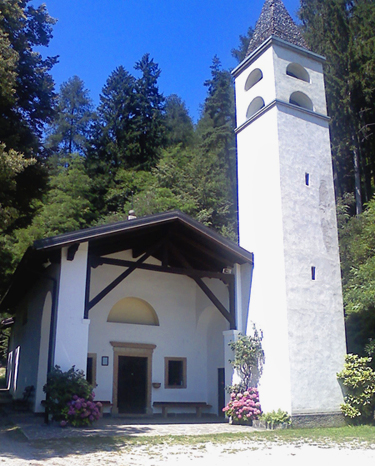
Kirche Madonna del Feles in Bosentino

Bosentino liegt etwa 10 Kilometer südöstlich von Trient auf einer Höhe von 688 m s.l.m. an den südöstlichen Ausläufern der Marzola. Zur ehemaligen Gemeinde gehörte noch die Fraktion Migazzone. Bis zur Eingemeindung war sie Teil der Talgemeinschaft Alta Valsugana e Bersntol. Die Nachbargemeinden waren Pergine Valsugana, Vigolo Vattaro, Caldonazzo, Calceranica al Lago, Vattaro und Besenello.

## Geschichte
Bosentino war bis 2015 eine eigenständige Gemeinde. Am 1. Januar 2016 schloss sich Bosentino mit den Gemeinden Centa San Nicolò, Vattaro und Vigolo Vattaro zur neuen Gemeinde Altopiano della Vigolana zusammen.